# Землетрясения в Оклахоме (2010)
Землетрясение магнитудой 3,8 произошло 15 января 2010 года в 15:18:26 (UTC) в штате Оклахома (США), в 3,5 км к востоку-северо-востоку от ближайшего населённого пункта Джонс и в 8,9 км к северу от Чокто. Гипоцентр землетрясения располагался на глубине 8 километров. Землетрясение ощущалось в Джонс, Спенсер, Чокто и Оклахома-Сити. Сообщений о жертвах и разрушениях не поступало.

## Повторные землетрясения
| - Карта сейсмической активности 15 января 2010 года - Карта сейсмической активности 27 февраля 2010 года - Карта сейсмической активности 13 октября 2010 года |

15 января 2010 года в 15:27 UTC был зарегистрирован повторный сейсмический толчок, магнитудой 3,7.
27 февраля 2010 года в 22:22:27 (UTC) в том же регионе произошло повторное землетрясение магнитудой 4,1. Оно произошло в 8,8 км к юго-востоку от Спаркс. Землетрясение ощущалось в Боули, Микер, Прейг, Спаркс, Аркадия, Карни, Чандлер, Давенпорт, Ерлсборо, Гарра, Джонс, Лютер, Маклауд, Невалла, Норман, Оклахома-Сити, Паден, Шони, Страуд, Текумсе, Талса, Уэлстон, Вивока, Юкон, Бетани, Биксби, Бристоу, Брокен-Арроу, Чокто, Кливленд, Кушинг, Дипю, Эдмонд, Инид, Гатри, Дженкс, Нобл, Окема, Пьемонт, Перселл, Сэнд-Спрингс, Сапалпа, Семинол, Стиллуотер. Подземные толчки ощущались на большей части центральной и восточной Оклахомы, в Фейетвилле, Арканзас-Сити и Бакстер-Спрингс. Сообщений о жертвах и разрушениях также не поступало.
13 октября 2010 года в 14:06:30 (UTC) в Оклахоме, на глубине 13,0 км, произошло землетрясение магнитудой 4,4. Его эпицентр находился в 9 км к северо-востоку от города Нобл. Подземные толчки ощущались в населённых пунктах: Макомб, Спаркс, Спенсер, Вашингтон, Агра, Аркадия, Ашер, Бетани, Байарс, Кешен, Чандлер, Чокто, Колман, Элмор-Сити, Фостер, Хеннепин, Норман, Джонс, Лексингтон, Линдсей, Мод, Мейсвилл, Маклауд, Минко, Ньюалла, Ньюкасл, Ниннека, Нобл, Оклахома-Сити, Перселл, Шони, Страуд, Текумсе, Татл, Тьюпело, Уонетт, Вапанака, Уэйн и других населённых пунктах центральной и восточной Оклахомы, северного Техаса, западного и восточного Арканзаса, западной части Миссури. Отдельные свидетельства очевидцев поступали из Алабамы, Иллинойса, Кентукки, Луизианы, Нью-Мексико и Тенесси. В результате землетрясения два человека получили ранения в Нормане. Экономический ущерб составил менее 1,8 млн долларов США.

## Тектонические условия региона
Учёные-сейсмологи не исключают, что землетрясения могут быть связаны с деятельностью предприятий газодобывающей отрасли, расположенных в этом районе, в частности с проектом Hunton Dewatering. В Оклахоме применяется метод гидравлического разрывы пласта.
Растущий объём данных подтверждает, что метод гидроразрыва, скорее всего, непосредственно связан с увеличением сейсмической активности. Американские ученые активно изучают эту проблему, поскольку после начала сланцевого бума регионы, прилегающие к крупнейшим месторождениям, стали испытывать больше подземных толчков, чем когда-либо за всю свою историю.
Оклахома стала новой «столицей землетрясений» в США — каждый день в штате регистрируется в среднем два подземных толчка. И это происходит несмотря на то, что интенсивность операций по гидроразрыву здесь резко снизилась, как и в других нефтегазобывающих регионах страны. Учёные, не обладая достаточным объёмом данных, предполагают, что это связано с большими объёмами рабочих жидкостей, которые закачиваются в сланцевые месторождения для повышения их отдачи. И теперь власти Оклахомы требуют, чтобы нефтегазовые компании уменьшили объёмы закачиваемых в сланцевые горизонты жидкостей на 40 %.
В Оклахоме до 2009 года сейсмической активности почти не было. Региональное правительство даже провело собственные исследования, чтобы убедиться в справедливости предположений сторонних научных групп. И пришло к выводу, что гидроразрыв действительно стал причиной повышения сейсмоактивности.